# Voo Lufthansa 527
O Voo Lufthansa 527 (LH527) foi um voo de carga internacional entre São Paulo e Frankfurt, com escalas no Rio de Janeiro e Dacar, operada pela Lufthansa. Em 26 de julho de 1979, o Boeing 707-330C cargueiro que operava a rota, de prefixo D-ABUY, chocou-se contra uma encosta de montanha na Serra dos Órgãos, na região serrana do estado do Rio de Janeiro. O impacto aconteceu cinco minutos depois da decolagem do Aeroporto Internacional do Galeão.

## Acidente
O voo LH527 decolou às 18h27min locais (21h27min UTC) da pista 27 do Aeroporto Internacional do Galeão com destino a Dacar. Durante o taxiamento, a tripulação recebeu orientação da torre de controle para que em seguida à decolagem, fizesse uma curva à direita, seguindo o rumo VOR Caxias (direção 040º) estabilizando a uma altitude de 2 000 ft (610 m). Dois minutos depois da decolagem, a tripulação foi orientada a aumentar gradativamente a velocidade até 304 kn (563 km/h). Essa velocidade final excederia o limite de 250 kn (463 km/h), dentro da área de controle do Aeroporto do Galeão, abaixo de 10 000 ft (3 000 m).
A aeronave seguia em direção às montanhas em velocidade crescente, pelo setor norte do alcance radar, durante algum tempo sem o monitoramento do controlador, que estava ocupado com o intenso tráfego que se aproximava pelo setor sul. Ao monitorar novamente o voo, o controlador percebeu a colisão iminente e às 21h31min UTC ordenou que o comandante fizesse imediatamente uma curva à direita, na direção 140º e em seguida pediu para que alterasse a direção para 160º, com razão de subida de 3 000 ft (910 m) por minuto. No entanto não havia mais tempo de evitar a colisão e às 21h32min UTC a aeronave chocou-se contra a encosta da montanha na Serra dos Órgãos, na região serrana do estado do Rio de Janeiro. No momento do impacto a velocidade era de 296 kn (548 km/h) e a altura do local era de 2 045 ft (620 m), a uma distância de 13,37 m.n. (25 km) do aeroporto. O primeiro impacto contra a encosta foi da parte inferior da asa esquerda e da fuselagem, indicando que a aeronave fazia uma curva à direita. A tripulação era formada pelo piloto, copiloto e um engenheiro de voo. Todos morreram no acidente.

Torre de controle: LH, faça uma curva à direita, mantendo a direção 140, agora!
Torre de controle: LH527, faça uma curva à direita, mantendo a direção 140 e suba, sem restrições.
Aeronave: Entendido, saindo dos dois mil pés, LH527, curva à direita para a direção 140.
Torre de controle: Continue para a direita até 160, LH, e aumente sua razão de subida para 3 mil pés por minuto.— Comunicação entre a torre e a aeronave às 21h31min UTC, um minuto antes do impacto

## Conclusões
O relatório final concluiu que houve falha do controlador de voo nas instruções após a decolagem. As instruções incompletas fizeram com que o Lufthansa 527 voasse durante algum tempo sem comunicação, em rumo, velocidade e altitude que levaram a aeronave à colisão contra o solo. A tripulação aceitou as instruções incompletas do controlador e voou durante 1m41s sem comunicação bilateral, e sem estar ciente do perigo potencial inerente às instruções incompletas recebidas.